# 邱城镇
邱城镇，是中华人民共和国河北省邯郸市邱县下辖的一个乡镇级行政单位。行政区域总面积58.43平方千米。

## 行政区划
邱城镇下辖以下地区：
北街村、西街村、元东堡村、石街村、孟固村、贾街村、东屯村、西屯村、霍庄村、孟街村、李庄村、孙庄村、张街村、东街村、新井头村、郭门村、南街村、后段寨村、石佛寺村、儒林村、葛庄村、赵桃寨村、郭桃寨村、中段寨村、前段寨村、王桃寨村、大马堡村、南寨村、南辛庄村、后尹庄村、前尹庄村和吕街村。